# Cemil Turan
Cemil Turan (Istanbul, 1º gennaio 1947) è un ex calciatore turco, di ruolo attaccante.

## Carriera
Fu capocannoniere del campionato turco nel 1974, nel 1976 e nel 1978.
Totalizzò più di 500 partite e realizzò più di 225 marcature.

## Palmarès

### Club
- Campionato turco: 3

Fenerbahçe: 1973-1974, 1974-1975, 1977-1978
- Coppa di Turchia: 2

Fenerbahçe: 1973-1974, 1978-1979
- Supercoppa di Turchia: 2

Fenerbahçe: 1973, 1975

### Individuale
- Capocannoniere del campionato turco: 2

1973-1974 (17 gol), 1977-1978 (14 gol)